# Kappa (corba)

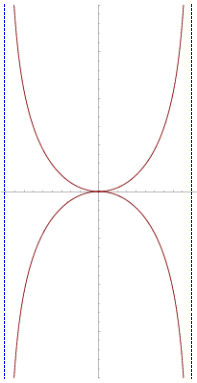
La corba de kappa té dues asímptotes verticals.

En geometria, la corba kappa o la corba de Gutschoven és una corba algebraica bidimensional que s'assembla a la lletra grega Κ (kappa).
Fent ser vir el Sistema de coordenades cartesianes es pot expressar com:
{\displaystyle y^{2}(x^{2}+y^{2})=a^{2}x^{2}}
o, fent servir equacions paramètriques:
{\displaystyle {\begin{matrix}x&=&a\cos t\,\cot t\\y&=&a\cos t\end{matrix}}}
En coordenades polars la seva equació és fins i tot més simple:
{\displaystyle r=a\tan \theta }
Té dues asímptotes verticals a {\displaystyle x=\pm a}, que es mostren com rectes blaves a traços a la figura de la dreta.
La curvatura de la corba kappa és:
{\displaystyle \kappa (\theta )={8\left(3-\sin ^{2}\theta \right)\sin ^{4}\theta  \over a\left[\sin ^{2}(2\theta )+4\right]^{3 \over 2}}}
L'angle tangent:
{\displaystyle \phi (\theta )=-\arctan \left[{1 \over 2}\sin(2\theta )\right]}
La corba de kappa va ser estudiada per primera vegada per Gérard van Gutschoven al voltant de 1662. Altres matemàtics famosos que l'han estudiat inclouen Isaac Newton i Johann Bernoulli.
Les seves tangents varen ser calculades per primera vegada per Isaac Barrow al segle xvii.

## Derivada
Emprant diferenciació implícita, és possible trobar que la derivada de la corba kappa és:
{\displaystyle 2y{\frac {dy}{dx}}(x^{2}+y^{2})+y^{2}(2x+2y{\frac {dy}{dx}})=2a^{2}x}
{\displaystyle {\frac {dy}{dx}}(2yx^{2}+4y^{3})+2xy^{2}=2a^{2}x}
{\displaystyle {\frac {dy}{dx}}={\frac {x(a^{2}-y^{2})}{y(x^{2}+2y^{2})}}}